# Miss World 1971
| Data:                | 10 listopada 1971                |
| Kraj:                | Wielka Brytania                  |
| Miasto:              | Londyn                           |
| Gala finałowa:       | Royal Albert Hall                |
| Liczba uczestniczek: | 56                               |
| Zwyciężczyni:        | Lúcia Tavares Petterle, Brazylia |
| Poprzedniczka:       | Jennifer Hosten, Grenada         |
| Następczyni:         | Belinda Roma Green, Australia    |
| -------------------- | -------------------------------- |

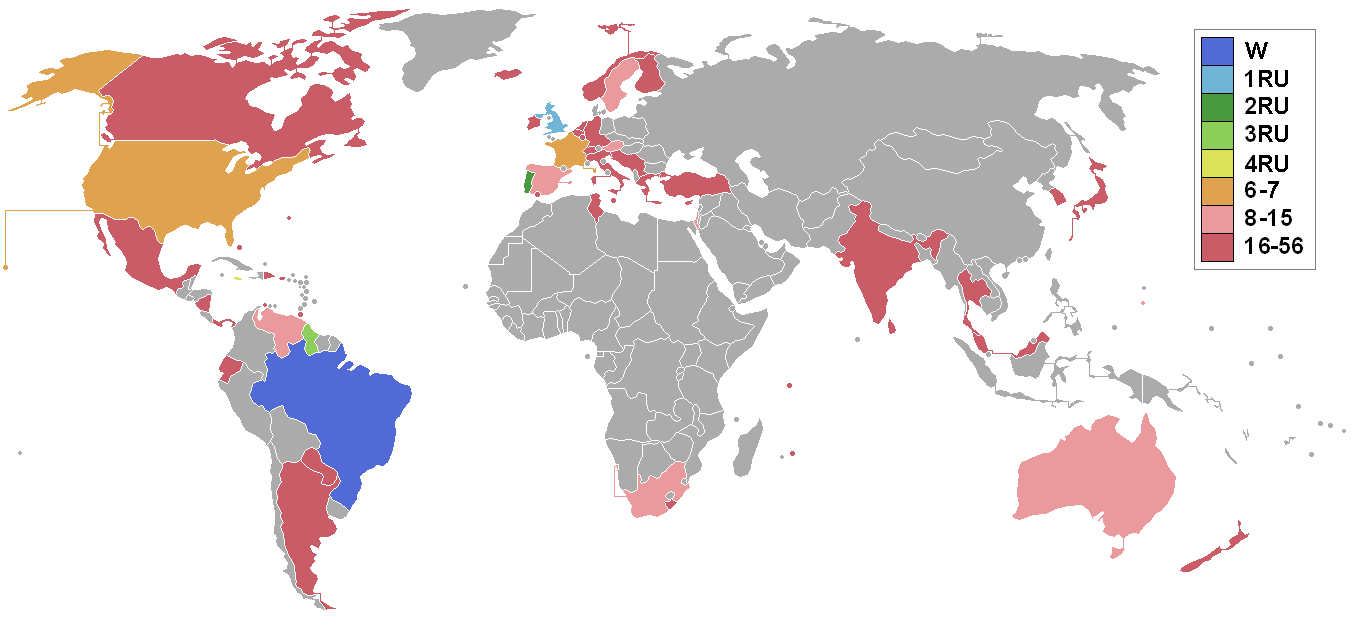
Kraje i terytoria, które wysłały delegacje oraz zajęte miejsce

Miss World 1971 – 21. wybory Miss World. W konkursie wzięło udział 56 uczestniczek. Tytuł Miss World zdobyła Lúcia Tavares Petterle reprezentująca Brazylię. Galę finałową poprowadzili: Michael Aspel i David Vine.

## Wyniki
| Wyniki finału   | Uczestniczka/Uczestniczki |
| --------------- | --- |
| Miss World 1971 | - Brazylia – Lúcia Tavares Petterle |
| 1. wicemiss     | - Wielka Brytania – Marilyn Ann Ward |
| 2. wicemiss     | - Portugalia – Ana De Almeida |
| 3. wicemiss     | - Gujana – Nalini Moonsar |
| 4. wicemiss     | - Jamajka – Ava Joy Gill |
| Finalistki      | - Stany Zjednoczone – Karen Brucene Smith - Francja – Myriam Stocco |
| Półfinalistki   | - Australia – Valerie Roberts - Austria – Waltraud Lucas - Guam – Deborah Bordallo Nelson - Hiszpania – María García - Izrael – Miri Ben-David - Południowa Afryka – Monica Fairall - Szwecja – Simonetta Kohl - Wenezuela – Ana María Padrón |

### Nagrody specjalne
- Najlepszy kostium narodowy – Onelia Ison Jose,  Filipiny

## Uczestniczki
- Argentyna – Alicia Beatriz Daneri
- Aruba – Maria Elizabeth Bruin
- Australia – Valerie Roberts
- Austria – Waltraud Lucas
- Bahamy – Frances Clarkson
- Belgia – Martine De Hert
- Bermudy – Rene Furbert
- Brazylia – Lúcia Tavares Petterle
- Cejlon – Gail Abayasinghe
- Cypr – Kyriaki Koursoumba
- Dominikana – Haydée Kuret
- Ekwador – María Cecilia Gómez
- Filipiny – Onelia Ison Jose
- Finlandia – Mirja Halme
- Francja – Myriam Stocco
- Gibraltar – Lisette Chipolina
- – Maria Maltezou
- Guam – Deborah Bordallo Nelson
- Gujana – Nalini Moonsar
- Hiszpania – María García
- Holandia – Monica Strotmann
- Indie – Prema Narayan
- Irlandia – June Glover
- Islandia – Fanney Bjarnadóttir
- Izrael – Miri Ben-David
- Jamajka – Ava Joy Gill
- Japonia – Emiko Ikeda
- Jugosławia – Zlata Petković
- Kanada – Lana Drouillard

- Korea Południowa – Lee Young-eun
- Luksemburg – Mariette Werckx
- Malezja – Daphne Munro
- Malta – Doris Abdilla
- Mauritius – Marie-Anne Ng Sik Kwong
- Meksyk – Lucía Arellano
- RFN – Irene Neumann
- Nikaragua – Soraya Herrera
- Norwegia – Kate Starvik
- Nowa Zelandia – Linda Ritchie
- Panama – María de Lourdes Rivera
- Paragwaj – Rosa María Duarte
- Portoryko – Raquel Quintana
- Portugalia – Ana De Almeida
- Południowa Afryka – Gaily Ryan 
 (w jęz. angielskim pod nazwą Africa South)
- Południowa Afryka – Monica Fairall 
 (w jęz. angielskim pod nazwą South Africa)
- Seszele – Nadia Morel du Boil
- Stany Zjednoczone – Karen Brucene Smith
- Szwajcaria – Patrice Sollner
- Szwecja – Simonetta Kohl
- Tajlandia – Boonyong Thongboon
- Trynidad i Tobago – Maria Jordan
- Tunezja – Souad Keneari
- Turcja – Nil Menemencioglu
- Wenezuela – Ana María Padrón
- Wielka Brytania – Marilyn Ann Ward
- Włochy – Maria Pinnone

## Notatki dot. państw uczestniczących

### Debiuty
- Bermudy
- Guam

### Powracające państwa i terytoria
Ostatnio uczestniczące w 1966:
- Aruba
- Trynidad i Tobago

Ostatnio uczestniczące w 1967:
- Panama

Ostatnio uczestniczące w 1969:
- Paragwaj

### Państwa i terytoria rezygnujące
- Dania
- Gambia
- Grenada
- Hongkong
- Kolumbia
- Liban
- Liberia
- Nigeria